# Hurrikaani-Loimaa
Hurrikaani-Loimaa – fiński męski klub siatkarski z Loimaa. Założony został w 2007 roku. Obecnie występuje w najwyższej klasie rozgrywek klubowych w Finlandii.

## Sukcesy
Mistrzostwo Finlandii:
- 2024[1]
- 2012, 2013, 2015, 2017, 2018, 2025[2]
- 2014, 2016, 2019